# Conus variegatus
Espèce
Statut de conservation UICN

 LC  : Préoccupation mineure
Synonymes
- Varioconus variegatus (Kiener, 1848)

Conus variegatus, le Cône variable, est une espèce d'escargots de mer de l'Océan Atlantique de la famille des Conidae, les cônes et leurs alliés.
Comme toutes les espèces du genre Conus, ces escargots sont prédateurs et venimeux. Ils sont capables de "piquer" les humains et doivent donc être manipulés avec précaution, voire pas du tout.

## Description
La taille de la coquille varie entre 12 et 43 mm. Elle est de couleur brun jaunâtre ou marron, maculée de brun sur le haut. Elle présente de nombreuses fines lignes tournantes chocolat, souvent interrompues par des taches.

## Synonymes
- Conus (Lautoconus) variegatus Kiener, 1848 accepté
- Conus obtusus Kiener, 1845 (invalide Requien, 1848)
- Varioconus variegatus (Kiener, 1848)[1]

## Distribution
Cette espèce est présente dans l'océan Atlantique au large de l'Angola.